# Rákosi végzés

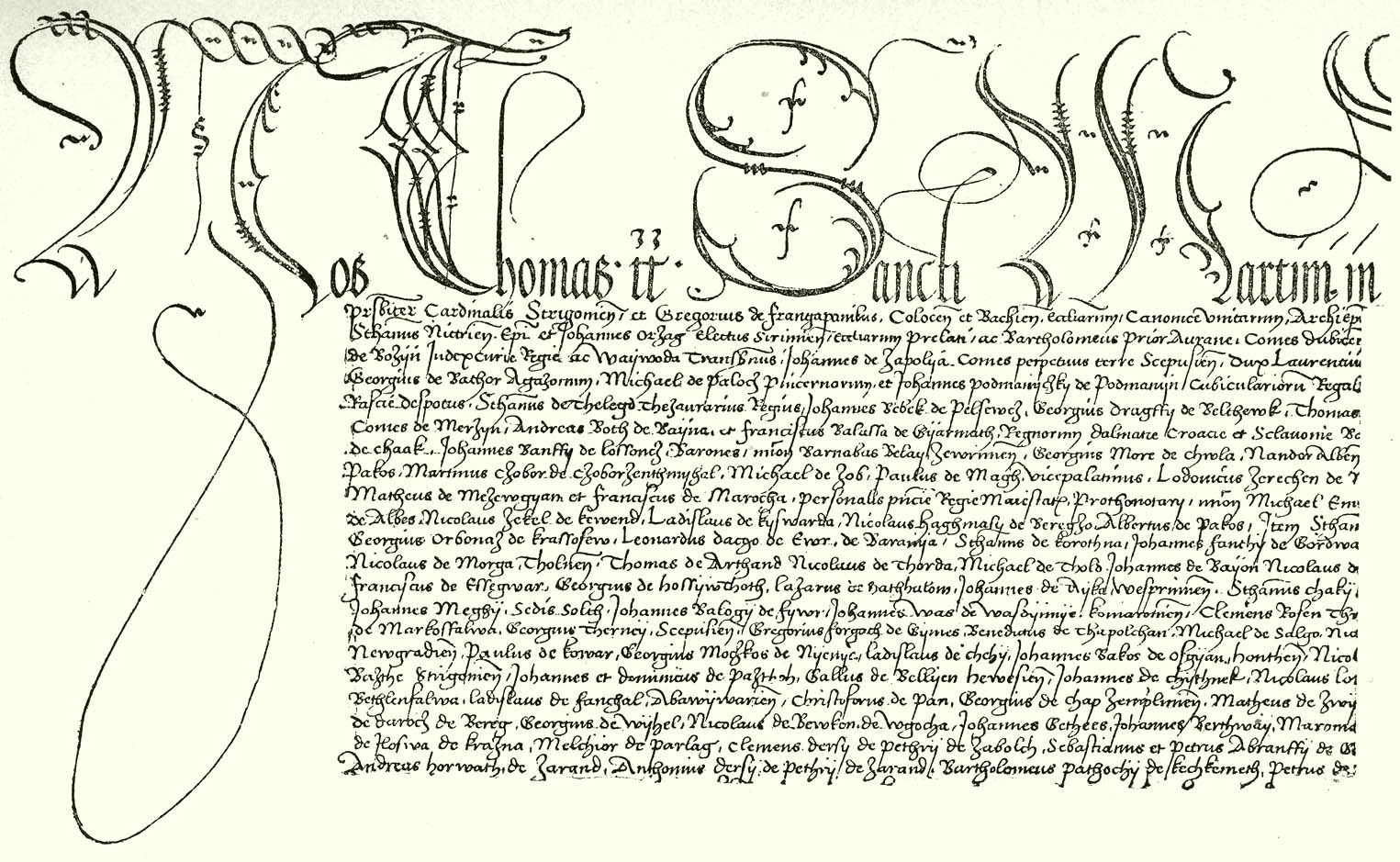
A rákosi végzés

Werbőczy István ugocsai kisnemes 1505 októberében, a Rákos mezején tartott rendi országgyűlésen fogalmazta meg az úgynevezett rákosi végzést. A köznemesség egységesen foglalt állást az idegen trónkövetelőkkel szemben és kinyilvánította ragaszkodását egy nemzeti király személyéhez. Megfogalmazták, hogy az ország „rémséges szétrongyolódásának és csúfságos pusztulásának” az idegen származású királyok az okai, akik kegyetlenebbül dúlják Magyarországot, nyomorgatják a magyarokat, mint a török és akik miatt odavesztek a régi magyar területek: Halics, Ladomér, Bulgária, Ráma és Szerbia. Az országgyűlés II. Ulászló által küldött meghívójában közöltek ellenére a magyar köznemesség fegyveresen jelent meg. Október 12-én Szapolyai János erdélyi vajda párthívei (10 főpap, 53 országnagy, és 125 vármegyei követ) egymás védelmére szövetkezve, október 13-án kiadták határozataikat a királyt pártolók ellen.
A rákosi végzés kimondta: ha II. Ulászló törvényes házasságból született fiúörökös nélkül hal meg, akkor a leányági öröklést nem ismerik el, és nem választanak többé idegen uralkodót, csak „született magyart”.
A rákosi végzés uralkodói ratifikáció hiányában sosem emelkedett törvényerőre.

## Előzmények

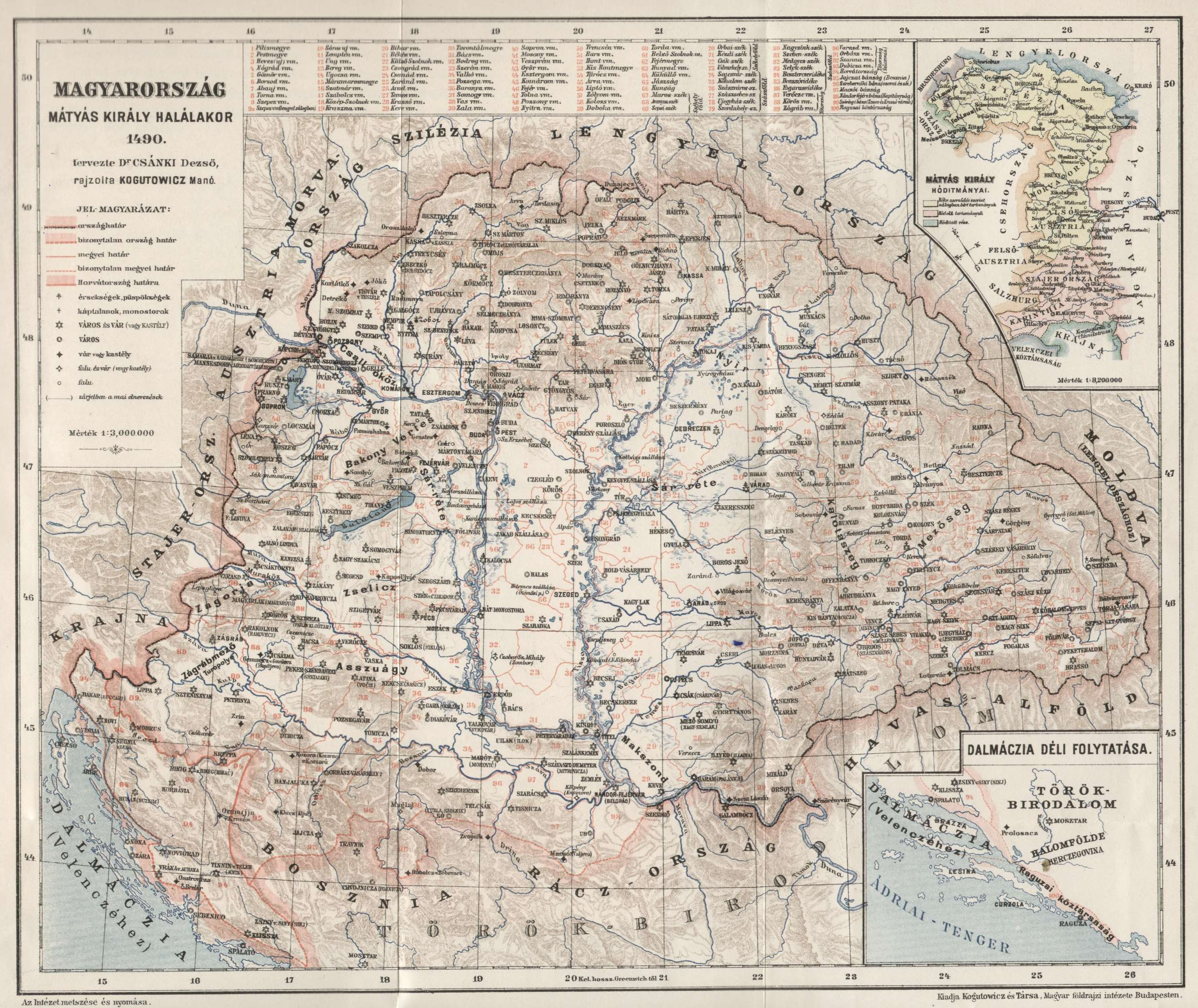
Magyarország Mátyás halálakor (1490)

Hunyadi Mátyás 1490-ben bekövetkezett halála után általánossá vált a bárók és a köznemesség közötti küzdelem. II. Ulászló király helyett Szapolyai István nádor, Bakócz Tamás érsek és Szatmári György kancellár voltak a magyar politikai élet irányítói. A köznemesség az új magyar királyt Corvin János személyében látta, azonban Mátyás király fiának 1504-ben bekövetkezett halála után az ország leggazdagabb főurát, az erdélyi vajdát, Szapolyai Jánost tekintették királyjelöltnek.
II. Ulászló királyt 1504-ben szélütés érte, így még kevésbé volt képes beleszólni az ország kormányozásába.
A tehetetlen, akaratgyenge uralkodót bólogató válaszaira a lengyel „dobrze” névvel csúfolták (lengyelül „dobrze” (ejtsd: dobzse) = „jól van, jól van”). Uralkodását a királyi hatalom gyengesége jellemezte, a központi hatalom szétesett, Mátyás reformjainak nagy része megsemmisült, Kinizsi Pál szétverte a délen rabló, pusztító fekete sereget. Általánossá vált a bárók és a köznemesség közötti küzdelem. II. Ulászló helyett Szapolyai István, Bakócz Tamás és Szathmári György kormányzott.

## Szövege
Ennyi és ilyen súlyos bajoknak, mindnyájunk nagy kárának valahára véget óhajtunk vetni. Meg akarjuk akadályozni azt, hogy még nagyobb veszedelembe sűlyedjünk azon esetre, ha kegyelmes urunk, Ulászló király (ki nemcsak kegyelmesen, nagylelkűen kormányoz s föntart minket, hanem több szabadságunkat megujította) férfiörökös nélkül találna elhúnyni és idegen fejedelem hazánkat erőszakosan elfoglalván, minket örökös szolgaságra juttatna. Mivel nincs a föld kerekségén nemzet, mely nem önvéréből, önnemzetségéből választja királyát, urát: mi sem engedhetjük, hogy országunk, mely a kereszténységet, várfoka és vértje gyanánt, mindenkor a maga és övéi bő vérehullásával védelmezte, másoknál alábbvaló és boldogtalanabb legyen.

## Kritikája
A Magyar Tudományos Akadémia titkára, Fraknói Vilmos Werbőczi István című hivatkozott könyvében (1899) kemény kritikával illette az oklevelet és a nyilatkozatot: „…mint közjogi tény, mint politikai actió és mint történeti érdekű irodalmi mű egyaránt kihívja a kritikát. (…) E mellett a végzés a jogi érvényesség alapjait önmaga ássa alá.”
„Valóban a politikai rövidlátás bizonyítéka az a föltevés, hogy az 1505-ik évi végzés kötelező ereje ki fogja állani az idő próbáját.”
„Általán épen annyira merész, mint hamis az a tétel, hogy a magyar származású királyok «mind hasznot és gyarapodást», az idegenek ellenben mind «veszedelmet» hoztak az országra…”
„A végzés azon része, mely a jövendőre irányozza tekintetét, szintúgy nélkülözi a belső igazság föltételeit, mint a múltra vonatkozó fejtegetése.”
„E szerint az 1505-ik évi végzés legnagyobb részében tartalom nélküli hangzatos szólamok halmaza volt.”

## Hatása

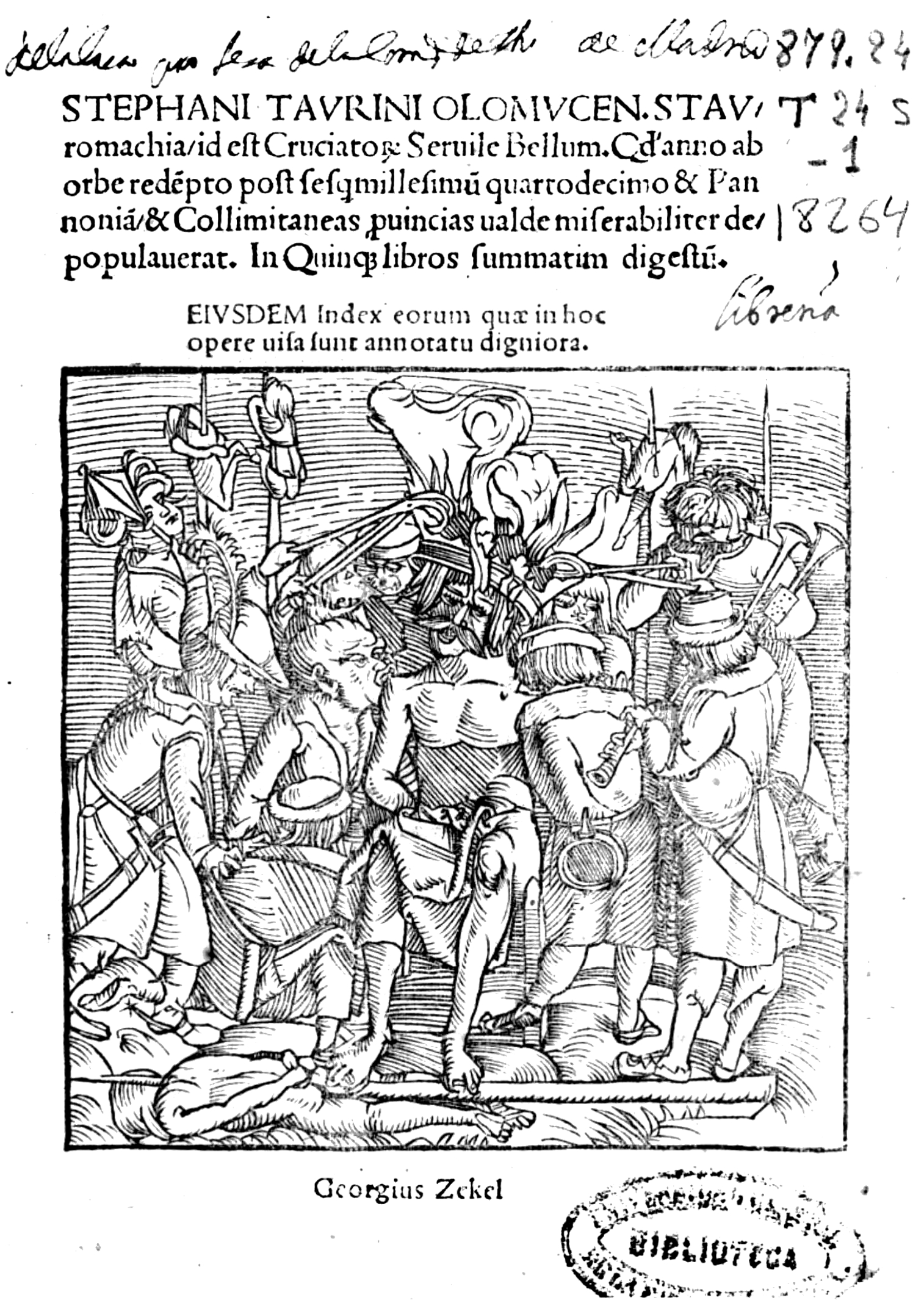
Dózsa György kivégzése a képzeletbeli „tüzes” trónon (1514. július 20.)

II. Ulászló iránti bizalmatlanság a rákosi végzésben nyilvánult meg leginkább, mivel a magyar rendek az ország hanyatlását az idegen uralkodóknak tulajdonították. Az 1505-ös rákosi országgyűlés kimondta, hogy soha többé nem fog idegen nemzetbeli királyt választani. A rákosi végzés uralkodói ratifikáció hiányában sosem emelkedett törvényerőre; a király semmiképp sem hagyott volna jóvá olyan országgyűlési határozatot, amely az 1491-es Habsburg-Jagelló örökösödési szerződés ellenében született.
II. Ulászló a rákosi végzés hatására az 1491-es szerződés megújítására szánta el magát, amelynek konkrét megnyilvánulása, hogy 1506-ban leányát, Annát Habsburg Miksa unokájával Ferdinánddal  jegyeztette el és Miksát nevezte ki gyermekei gyámjává.
1514 májusában kitört a Dózsa György vezette parasztháború, amit Szapolyai János erdélyi vajda csapatai vertek le.
Tízéves kemény munka után, 1514. október 18-án elkészült Werbőczy István törvénykönyve, az Opus Tripartitum Juris Consuetudinarii Inclyti Regni Hungariae című törvénykönyv, az első olyan joggyűjtemény, mely a korabeli Magyar Királyság szokásjogait írásba foglalta. Werbőczyt II. Ulászló magyar király bízta meg azzal, hogy az ország minden jogát, törvényét, bevett és elfogadott szokását, rendeletét összegyűjtse, rendszerezze, és törvénykönyvbe foglalja. Az országgyűlés az 1514. évi LXIII. határozatával elfogadta, az uralkodó megerősítette (ratifikálta) a törvénygyűjteményt, így az a becikkelyezett törvénytárba került.
a decretumok összegyüjtendők és kiigazitandók és az egyes vármegyéknek megküldendők
Továbbá, hogy az összes decretumokat igazitsák már ki és gyüjtsék egybe, és az országnak irásba foglalt jogait méltóztassék a királyi felség azonnal felolvastatni és felolvasás után megerősiteni, megerősitvén s pecséttel ellátván az ország egyes vármegyéinek megküldeni.
1515. július 22-én II. Ulászló Magyarország, Horvátország és Csehország királya, Habsburg Miksa német-római császár és I. Zsigmond lengyel király és litván nagyherceg bécsi királytalálkozóján biztosította Ulászló fiának, a 9 éves Lajosnak a trónutódlását a Habsburg–Jagelló házassági szerződés értelmében. A bécsi találkozón a három uralkodó elhatározta a még gyermek (6 éves) Lajos házasságát Habsburg Máriával, Miksa császár unokájával. Ugyanakkor megállapodtak abban is, hogy Ulászló halála esetén Lajos gyámja Miksa és Zsigmond lesz. Miksa emellett fiává fogadta Lajost. Az 1515-ös szerződés megerősítette és egyben módosította is a korábbi (1491 és 1506) Habsburg-Jagelló dinasztikus szerződéseket.
1516. március 13-án 60 esztendős korában meghalt II. Ulászló. A magyar köznemesség korábban állást foglalt abban, hogy többé nem választ meg királynak mást, mint közülük való magyar embert, Ulászló fia mégis megörökölhette a trónt, hiszen törvényes örökös volt, és a nemesség királyválasztó joga csak utód nélkül elhalt király esetén lépett érvénybe. A 10 éves Lajost az áprilisi országgyűlés nagykorúvá nyilvánította és megkoronázta.

## Kettős királyválasztás
„Ha Magyarországot három forint árán ki lehetne ragadni a veszélyek örvényéből, azt hiszem, nem találkozna három ember, aki rászánná magát erre az áldozatra.”

– Burgio pápai követ, 1526 elején

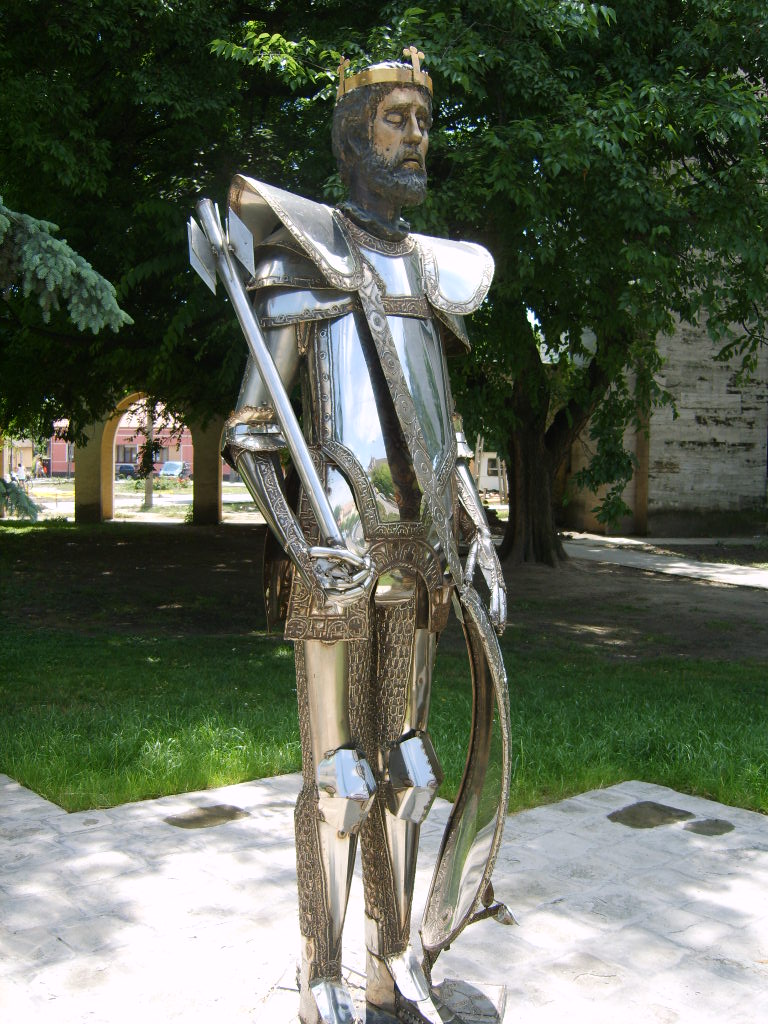
A Jagelló-házból származó II. Lajos magyar király szobra Mohácson

1526-ban I. Szulejmán közeledésének hírére Szapolyai elindult csapataival Mohács felé, de a csatatérre nem érkezett meg.
1526. augusztus 29-én lezajlott a Magyar Királyság és az Oszmán Birodalom hadai közötti sorsdöntő csata. A magyar vereséggel végződött mohácsi csatában elesett II. Lajos magyar király. Trónjának örököseként ketten is felléptek: Habsburg Ferdinánd osztrák főherceg, cseh király és Szapolyai János erdélyi vajda. 1526. augusztus 30-án Lajos király özvegye, Mária királyné Habsburg főhercegnő udvarával Budáról Pozsonyba menekült.
A rákosi végzés II. Lajos 1506-os születésével hatálytalanná vált, azonban a mohácsi csatában elesett királynak nem voltak utódai, ezért a rákosi végzés ismét értelmet nyert, de ettől nem lett hatályos.
A magyar és cseh rendek II. Lajos halála után Ferdinándot választották királyuknak. Ez a választás azonban csak Csehországban volt egyöntetű; Magyarországon ugyanis két részre szakadt a nemesség. A magyar nemzeti párt, mely a köznemességből állt, az idegenek eltávolítását és a német befolyás megtörését követelte az állami hivatalokból. Ellenszegültek a német eredetű lutheránus mozgalomnak és 1523-ban a budai országgyűlésen törvényt hoztak, hogy az idegeneket űzzék ki az országból. A lutheránusok pedig, mint nyilvános eretnekek, fej- és jószágvesztéssel bűnhődjenek.
A török politika kihasználta a vallási vitákat és a protestánsokat pártolta, mert a katolicizmusban és a pápában látták legelszántabb ellenségeiket.
Szapolyai fegyvereseivel elfoglalta Budát, Esztergomot és Székesfehérvárt. 1526. november 10-én a székesfehérvári országgyűlésen felolvasták az 1505. évi rákosi országgyűlésen hozott határozatot, majd arra hivatkozva és azt újra megerősítve, Szapolyai Jánost választották magyar királlyá. Az 1526-os székesfehérvári országgyűlés azonban nem rendelkezett királyválasztó jogkörrel, ilyen célú országgyűlést a magyar törvények értelmében csak a nádor hívhatott össze. Báthori István nádor nem vett részt a tokaji nemesi gyűlésen, amelyen a királyválasztó országgyűlést meghirdették, és magán az országgyűlésen sem volt jelen. Ettől függetlenül Szapolyai királlyá koronázása teljesen legitim volt, hiszen a szokásjognak megfelelően zajlott le.
„János vajda Fejérvárra ment, az Lajos király testét meghozatá az mohácsi mezőről a sárból, kinek testét a halászok sárba nyomták, hogy az török meg ne találná. János vajda szent Imre napban magát Székesfejérváratt megkoronáztatá és magát királynak nevezteté.”

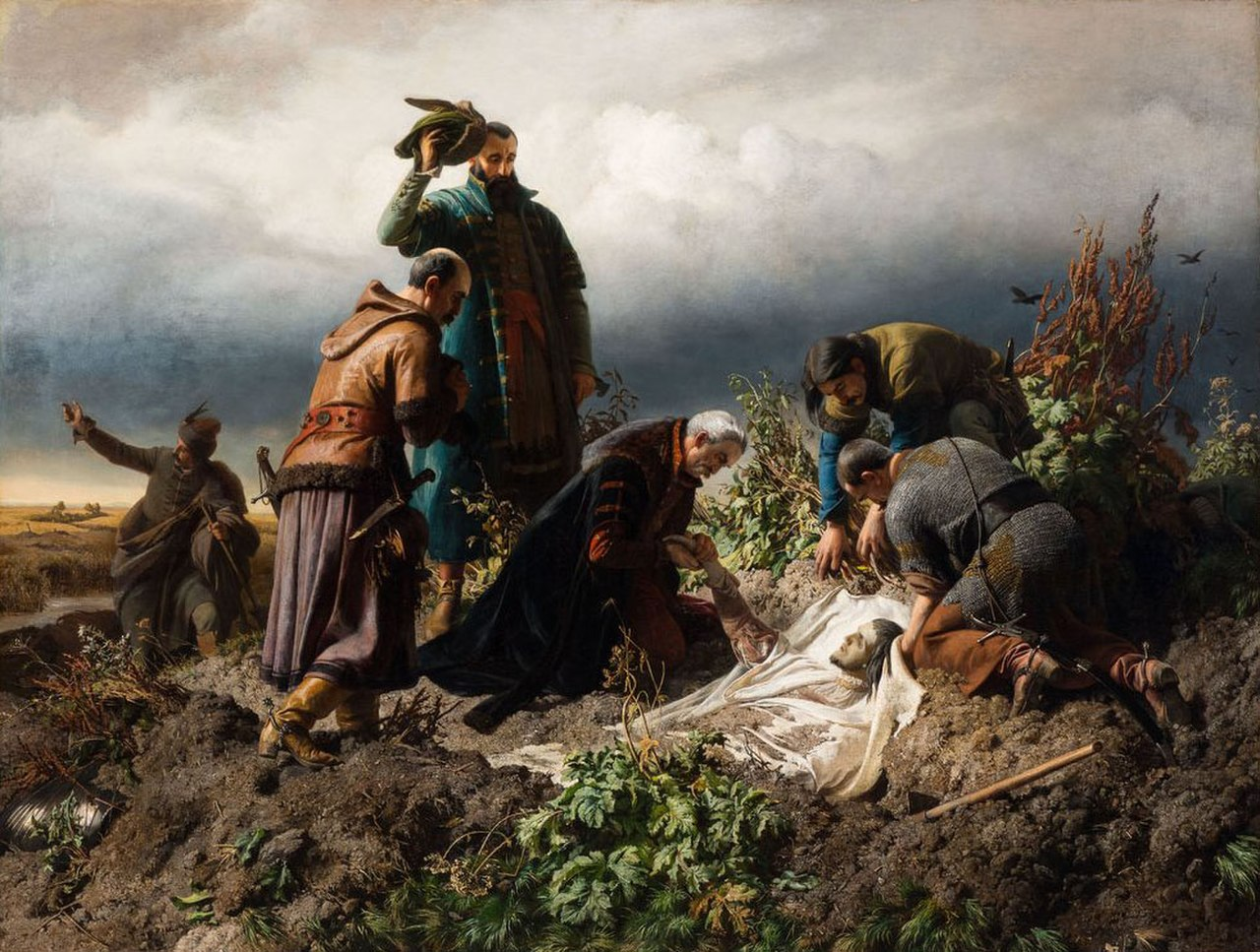
Székely Bertalan: II. Lajos holttestének megtalálása (1860)

November 11-én ennek értelmében Podmanicky István nyitrai püspök, a rangidős főpap Székesfehérváron Szapolyai János erdélyi vajdát magyar királlyá koronázta.
1526. december 17-én a Báthori István nádor által összehívott törvényes országgyűlésen a Habsburg-párti nagybirtokosok, főpapok Pozsonyban Habsburg Ferdinándot kiáltották ki magyar királlyá, ezzel megkezdődött a Habsburg-ház 400 éves uralkodása Magyarországon. Ferdinánd viszont a Koronával nem rendelkezett, mivel az Szapolyainál volt, ezért őt megkoronázni nem lehetett.
Magyarország a két illegitim ellenkirály révén hosszú évtizedekre pártviszályok színterévé vált (lásd Magyar belháború (1526–38)).

## A váradi béke
1538. február 4-én I. Ferdinánd és Szapolyai János hosszú küzdelem után titkos megállapodást kötött. A váradi békeszerződés két részre osztotta az országot: a keleti rész Szapolyai Jánosé, a nyugati Ferdinándé lett. A váradi békeszerződés ezen kívül kimondta, hogy I. János halála után az egész ország Ferdinándra száll. Szapolyai János ekkor már idős volt, és sem felesége, sem fia nem lévén, elfogadta ezt a szerződést. A szerződésbe belevették, hogy ha Szapolyai Jánosnak fia születne, akkor kárpótolni kell őt egy német hercegséggel. A megállapodás János miatt volt titkos, ugyanis ez Szulejmán szultánnak nem tetszett volna.

## A speyeri egyezmény
Fráter György 1551-ben lemondatta János Zsigmondot a trónról és Erdélybe Habsburg-katonaságot hívott, amire a törökök támadásba lendültek. Ekkor Habsburg Ferdinánd megölette Erdély megszervezőjét.
A Habsburg- és a Szapolyai-párt hívei között a Magyar Királyság trónjáért vívott hosszú háborúskodás végül, a speyeri szerződés megkötésével 1570. augusztus 16-án ért véget. Ebben a nemzetközi szerződésben szerepel először hivatalosan a Partium elnevezés is. Miksa magyar király (II. Miksa néven német-római császár) és János Zsigmond választott magyar király között jött létre az  egyezmény. Speyerben folytatták le a tárgyalásokat, aminek eredményeképpen János Zsigmond, lemondva a magyar királyi címről elismerte Miksát magyar királynak. Maga János Zsigmond pedig, mint „Magyarország részeinek ura” erdélyi fejedelemként és a  Partium fölött uralkodhatott, azzal a kikötéssel, hogy a fejedelmi dinasztia kihalása után ezek a területek visszakerülnek a királyi Magyarországhoz.
A speyeri okirat az 1568. február 17-én II. Miksa német-római császár és II. Szelim oszmán szultán között létrejött drinápolyi béke okiratával együtt rögzítette Magyarország három részre szakadását.

## A három részre szakadt Magyarország uralkodói
|  |  |  |

## Külső hivatkozások
- Az 1505-iki rákosi végzés kezdő sorai - muzeális dokumentum
- Gelsei Bíró Zoltán: A Habsburg ház bűnei